# 고야마 시노미
고야마 시노미(일본어: 小山 史乃観, 2005년 1월 31일 ~ )는 일본의 여자 축구 선수이다.

## 국가대표팀 경력
2022년 FIFA U-20 여자 월드컵에 출전, 준우승에 기여했다.
그녀는 2022년 10월 9일 뉴질랜드과의 경기에서 일본 국가대표팀에 데뷔했다.
그녀는 2022년 아시안 게임에 참가할 일본 국가대표 B팀에 발탁되었으며, 일본이 우승을 달성하는데 크게 기여하였다.
2024년 FIFA U-20 여자 월드컵에도 출전, 준우승에 기여했다.

## 통계
| 일본 | 일본 | 일본 |
| 연도 | 출전 | 득점 |
| ---- | ---- | ---- |
| 2022 | 1    | 0    |
| 통산 | 1    | 0    |